# Potoče (gmina Preddvor)
Potoče – wieś w Słowenii, w gminie Preddvor. W 2018 roku liczyła 360 mieszkańców.